# Thomas Stangassinger
Thomas Stangassinger (født 15. september 1965 i Hallein, Østrig) er en pensioneret østrigsk skiløber, der indenfor de alpine discipliner vandt adskillige World Cup-løb, samt en OL-guldmedalje. Hans absolutte speciale var slalom, hvor stort set alle hans gode resultater blev opnået.

## Resultater
Stangassinger står noteret for en enkelt OL-guldmedalje, der blev vundet ved OL i Lillehammer 1994 i slalom. Han har desuden vundet både en sølv- og bronzemedalje ved VM, samt 10 alpine World Cup-sejre. 

## Eksterne links
- Info